# Copa Pan-Americana de Voleibol Masculino de 2011
A Copa Pan-Americana de Voleibol Masculino de 2011 foi a sexta edição deste torneio que é disputado anualmente pela Confederação da América do Norte, Central e Caribe de Voleibol (NORCECA) e Confederação Sul-Americana de Voleibol (CSV), realizado no período de 13 a 18 de junho na cidade de Gatineau, no Canadá.
Pela primeira vez a seleção brasileira conquistou o título desta competição; o oposto brasileiro Paulo Silva "PV" foi premiado como Melhor Jogador da edição.

## Grupos
| Grupo A   | Grupo B              | Grupo C        |
| --------- | -------------------- | -------------- |
| Brasil    | Canadá               | Argentina      |
| México    | República Dominicana | Bahamas        |
| Venezuela | Porto Rico           | Panamá         |
|           |                      | Estados Unidos |

## Fase classificatória

### Grupo A
|     |           |     | Jogos | Jogos | Jogos | Pontos | Pontos | Pontos | Sets | Sets | Sets  |
| Pos | Equipe    | Pts | T     | V     | D     | V      | P      | R      | V    | P    | R     |
| --- | --------- | --- | ----- | ----- | ----- | ------ | ------ | ------ | ---- | ---- | ----- |
| 1   | Brasil    | 6   | 2     | 2     | 0     | 150    | 105    | 1.429  | 6    | 0    | MAX   |
| 2   | México    | 2   | 2     | 1     | 1     | 154    | 158    | 0.975  | 3    | 5    | 0.600 |
| 3   | Venezuela | 1   | 2     | 0     | 2     | 141    | 178    | 0.792  | 2    | 6    | 0.333 |

Resultados
| Data   | Hora  |           | Placar |           | Set 1 | Set 2 | Set 3 | Set 4 | Set 5 | Total | Relatório |
| ------ | ----- | --------- | ------ | --------- | ----- | ----- | ----- | ----- | ----- | ----- | --------- |
| 13 jun | 20ː02 | Brasil    | 3–0    | México    | 25–22 | 25–20 | 25–15 |       |       | 75–57 | P2        |
| 14 jun | 18ː00 | Venezuela | 2–3    | México    | 16–25 | 25–23 | 25–23 | 15–25 | 13-15 | 94–96 | P2        |
| 15 jun | 15ː17 | Brasil    | 3–0    | Venezuela | 25–23 | 25–14 | 25–11 |       |       | 75–48 | P2        |

### Grupo B
|     |                      |     | Jogos | Jogos | Jogos | Pontos | Pontos | Pontos | Sets | Sets | Sets  |
| Pos | Equipe               | Pts | T     | V     | D     | V      | P      | R      | V    | P    | R     |
| --- | -------------------- | --- | ----- | ----- | ----- | ------ | ------ | ------ | ---- | ---- | ----- |
| 1   | Canadá               | 6   | 2     | 2     | 0     | 150    | 106    | 1.415  | 6    | 0    | MAX   |
| 2   | Porto Rico           | 3   | 2     | 1     | 1     | 154    | 168    | 0.917  | 3    | 4    | 0.750 |
| 3   | República Dominicana | 0   | 2     | 0     | 2     | 148    | 178    | 0.831  | 1    | 6    | 0.167 |

Resultados
| Data   | Hora  |                      | Placar |                      | Set 1 | Set 2 | Set 3 | Set 4 | Set 5 | Total  | Relatório |
| ------ | ----- | -------------------- | ------ | -------------------- | ----- | ----- | ----- | ----- | ----- | ------ | --------- |
| 13 jun | 12ː55 | Canadá               | 3–0    | Porto Rico           | 27–17 | 25–17 | 25–17 |       |       | 77–51  | P2        |
| 14 jun | 20ː45 | República Dominicana | 1–3    | Porto Rico           | 27–25 | 23–25 | 25–28 | 17–25 |       | 92–103 | P2        |
| 15 jun | 20ː00 | Canadá               | 3–0    | República Dominicana | 25–18 | 25–23 | 25–14 |       |       | 75–55  | P2        |

### Grupo C
|     |                |     | Jogos | Jogos | Jogos | Pontos | Pontos | Pontos | Sets | Sets | Sets  |
| Pos | Equipe         | Pts | T     | V     | D     | V      | P      | R      | V    | P    | R     |
| --- | -------------- | --- | ----- | ----- | ----- | ------ | ------ | ------ | ---- | ---- | ----- |
| 1   | Estados Unidos | 9   | 3     | 3     | 0     | 225    | 132    | 1.705  | 9    | 0    | MAX   |
| 2   | Argentina      | 6   | 3     | 2     | 1     | 205    | 180    | 1.139  | 6    | 3    | 2,000 |
| 3   | Panamá         | 3   | 3     | 1     | 2     | 193    | 238    | 0.811  | 3    | 7    | 0.429 |
| 4   | Bahamas        | 0   | 3     | 0     | 3     | 171    | 244    | 0.701  | 1    | 9    | 0.111 |

Resultados
| Data   | Hora  |                | Placar |           | Set 1 | Set 2 | Set 3 | Set 4 | Set 5 | Total | Relatório |
| ------ | ----- | -------------- | ------ | --------- | ----- | ----- | ----- | ----- | ----- | ----- | --------- |
| 13 jun | 15ː05 | Estados Unidos | 3–0    | Bahamas   | 25–14 | 25–12 | 25–12 |       |       | 75–38 | P2        |
| 13 jun | 18ː00 | Argentina      | 3–0    | Panamá    | 25–16 | 25–23 | 25–21 |       |       | 75–60 | P2        |
| 14 jun | 13ː00 | Argentina      | 3–0    | Bahamas   | 25–20 | 25–16 | 25–9  |       |       | 75–45 | P2        |
| 14 jun | 15ː00 | Estados Unidos | 3–0    | Panamá    | 25–14 | 25–14 | 25–11 |       |       | 75–39 | P2        |
| 15 jun | 13ː00 | Panamá         | 3–1    | Bahamas   | 19–25 | 25–23 | 25–22 | 25-18 |       | 94–70 | P2        |
| 15 jun | 18ː00 | Estados Unidos | 3–0    | Argentina | 25–15 | 25–21 | 25–19 |       |       | 75–55 | P2        |

## Fase final

### Classificação do 5º ao 10º lugares
| Data   | Hora  |                      | Placar |           | Set 1 | Set 2 | Set 3 | Set 4 | Set 5 | Total  | Relatório |
| ------ | ----- | -------------------- | ------ | --------- | ----- | ----- | ----- | ----- | ----- | ------ | --------- |
| 16 jun | 13ː00 | Panamá               | 0–3    | Venezuela | 20–25 | 13–25 | 15–25 |       |       | 48–75  | P2        |
| 16 jun | 15ː00 | República Dominicana | 3–2    | Bahamas   | 25–20 | 25–14 | 22–25 | 23-25 | 15-12 | 110–59 | P2        |

### Quartas de final
| Data   | Hora  |           | Placar |            | Set 1 | Set 2 | Set 3 | Set 4 | Set 5 | Total | Relatório |
| ------ | ----- | --------- | ------ | ---------- | ----- | ----- | ----- | ----- | ----- | ----- | --------- |
| 16 jun | 18ː00 | Argentina | 1–3    | Porto Rico | 20–25 | 17–25 | 25–20 | 25-27 |       | 87–70 | P2        |
| 16 jun | 20ː35 | Canadá    | 3–1    | México     | 22–25 | 25–21 | 25–19 | 25-18 |       | 97–65 | P2        |

### Nono lugar
| Data   | Hora  |        | Placar |         | Set 1 | Set 2 | Set 3 | Set 4 | Set 5 | Total | Relatório |
| ------ | ----- | ------ | ------ | ------- | ----- | ----- | ----- | ----- | ----- | ----- | --------- |
| 17 jun | 11ː00 | Panamá | 1–3    | Bahamas | 25–21 | 16–25 | 22–25 | 18-25 |       | 81–71 | P2        |

### Classificação do 5º ao 8º lugares
| Data   | Hora  |                      | Placar |           | Set 1 | Set 2 | Set 3 | Set 4 | Set 5 | Total | Relatório |
| ------ | ----- | -------------------- | ------ | --------- | ----- | ----- | ----- | ----- | ----- | ----- | --------- |
| 17 jun | 13ː18 | Venezuela            | 3–1    | Argentina | 25–11 | 26–24 | 16–25 | 27-25 |       | 94–60 | P2        |
| 17 jun | 15ː47 | República Dominicana | 0–3    | México    | 21–25 | 22–25 | 23–25 |       |       | 66–75 | P2        |

### Semifinais
| Data   | Hora  |                | Placar |            | Set 1 | Set 2 | Set 3 | Set 4 | Set 5 | Total | Relatório |
| ------ | ----- | -------------- | ------ | ---------- | ----- | ----- | ----- | ----- | ----- | ----- | --------- |
| 17 jun | 18ː00 | Estados Unidos | 3–0    | Porto Rico | 25–18 | 25–17 | 25–14 |       |       | 75–49 | P2        |
| 17 jun | 20ː00 | Brasil         | 3–0    | Canadá     | 25–20 | 29–27 | 25–16 |       |       | 79–63 | P2        |

### Sétimo lugar
| Data   | Hora  |           | Placar |                      | Set 1 | Set 2 | Set 3 | Set 4 | Set 5 | Total | Relatório |
| ------ | ----- | --------- | ------ | -------------------- | ----- | ----- | ----- | ----- | ----- | ----- | --------- |
| 18 jun | 13ː00 | Argentina | 3–1    | República Dominicana | 25–21 | 25–21 | 22–25 | 25-14 |       | 97–67 | P2        |

### Quinto lugar
| Data   | Hora  |           | Placar |        | Set 1 | Set 2 | Set 3 | Set 4 | Set 5 | Total | Relatório |
| ------ | ----- | --------- | ------ | ------ | ----- | ----- | ----- | ----- | ----- | ----- | --------- |
| 18 jun | 15ː00 | Venezuela | W.O.   | México | 0–25  | 0–25  | 0–25  |       |       | 0–75  | Nota      |

### Terceiro lugar
| Data   | Hora  |            | Placar |        | Set 1 | Set 2 | Set 3 | Set 4 | Set 5 | Total | Relatório |
| ------ | ----- | ---------- | ------ | ------ | ----- | ----- | ----- | ----- | ----- | ----- | --------- |
| 18 jun | 18ː00 | Porto Rico | 0-3    | Canadá | 14–25 | 20–25 | 21–25 |       |       | 55–75 | P2        |

### Final
| Data   | Hora  |                | Placar |        | Set 1 | Set 2 | Set 3 | Set 4 | Set 5 | Total | Relatório |
| ------ | ----- | -------------- | ------ | ------ | ----- | ----- | ----- | ----- | ----- | ----- | --------- |
| 18 jun | 20:00 | Estados Unidos | 1-3    | Brasil | 23–25 | 25–21 | 17–25 | 26-28 |       | 91–71 | P2        |

## Classificação final
| Campeão | Vice-campeão | Terceiro lugar |
| BrasilRaphael Oliveira · Raphael Margarido · Lucas Provenzano · Thiago Sens · Paulo Silva · Thiago Gelinski · Giovanni Chagas · Paulo Ferreira · Vinícius de Siqueira · Douglas Cordeiro · Alexander Marczewski · Anderson Rodrigues | Estados UnidosJeffrey Menzel · Garrett Muagututia · Murphy Troy · Jonathan Winder · Andrew Hein · Ryan Meehan · Kawika Shoji · David Smith · Robert Tarr · William Price · Jayson Jablonsky · Dustin Watten | CanadáNicholas Cundy · Daniel Lewis · Brock Daviduk · Justin Duff · Joel Schmuland · Steve Brinkman · Gavin Schmitt · Oliver Faucher · Adam Kaminski · Fred Winters · Steve Gotch · John Gordon Perrin |

| 4  | Porto Rico           |
| 5  | México               |
| 6  | Venezuela            |
| 7  | Argentina            |
| 8  | República Dominicana |
| 9  | Bahamas              |
| 10 | Panamá               |

- Canadá disputará as Qualificatórias para a Liga Mundial de 2012

## Premiações individuais
Os atletas que se destacaram na edição foram:
| MVP (Most Valuable Player) | Paulo Silva       | Brasil               |
| Maior Pontuador            | Gavin Schmitt     | Canadá               |
| Melhor bloqueador          | Byron Ferguson    | Bahamas              |
| Melhor sacador             | Pedro Luis García | República Dominicana |
| Melhor líbero              | Jose Mulero       | Porto Rico           |
| Melhor levantador          | Raphael Margarido | Brasil               |
| Melhor Recepção            | Thiago Sens       | Brasil               |
| Melhor Defesa              | Lucas Provenzano  | Brasil               |

## Ligações Externas
- «Página oficial da competição» (em inglês)